# José Santos Arias
José Santos Arias González (* 22. Januar 1928 in Nacimiento; † 4. September 2012 in Santiago) war ein chilenischer Fußballspieler und -trainer.

## Karriere

### Verein
José Santos Arias spielte mit der Escuela Normal Victoria eine Meisterschaft im Estadio Nacional und wurde anschließend von CSD Colo-Colo verpflichtet. Für die Albos lief er in drei Jahren 53-mal auf und erzielte neun Tore. 1953 wechselte er zu dem großen Rivalen Universidad de Chile. Sein letztes Karrierejahr spielte er bei CD Green Cross.

### Trainer
Arias war als Jugendtrainer bei verschiedenen Vereinen tätig, beginnend bei CD Green Cross. Er nahm als Trainer mit der U20-Nationalmannschaft Chiles an den Südamerikameisterschaften 1967 und 1974 teil.
Zudem trainierte Arias im Profibereich 1968 die Rangers de Talca, 1971 Audax Italiano, 1974 interimsweise CSD Colo-Colo, 1978 bis 1979 Santiago Morning, 1984 bis 1985 CD Soinca Bata und 1990 bis 1991 Deportes La Serena.
Er war einer der Gründungsmitglieder des Verbandes der Fußballtrainer in Chile.